# Vielleaureïta-(Ce)
La vielleaureïta-(Ce) és un mineral de la classe dels silicats que pertany al grup de la dol·laseïta. Rep el nom de la localitat francesa de Vièla d'Aura, molt propera a la mina Cousto, on va ser trobada aquest mineral per primera vegada.

## Característiques
La vielleaureïta-(Ce) és un sorosilicat de fórmula química (Mn²⁺Ce)(MgAlMn²⁺)F[Si₂O₇][SiO₄](OH). Va ser aprovada com a espècie vàlida per l'Associació Mineralògica Internacional l'any 2023, i encara resta pendent de publicació. Cristal·litza en el sistema monoclínic.
Les mostres que van servir per a determinar l'espècie, el que es coneix com a material tipus, es troben conservades al museu de mineralogia de l'escola de mines de París (França) amb el número de catàleg: ensmp 83943, i al Museu Nacional d'Història Natural, també a París, amb el número de catàleg: mnhn_min_223.001.

## Formació i jaciments
Va ser descoberta a la mina Cousto, situada molt a prop de la localitat de Vièla d'Aura, als Alts Pirineus (Occitània, França). També ha estat descrita a Brandlscharte, al districte de Zell am See (Salzburg, Àustria). Aquests dos indrets són els únics de tot el planeta on ha estat descrita aquesta espècie mineral.